# رقابت دوستانه
رقابت دوستانه (انگلیسی: Friendly Rivalry; کره‌ای: 선의의 경쟁) مجموعه تلویزیونی محصول کره جنوبی بر پایه وب‌تونی با همین نام اثر سونگ چه یون و شیم جه یونگ و با بازی لی هه ری، جونگ سو بین، کانگ هه وون و اوه وو ری است. این مجموعه از ۱۰ فوریه تا ۶ مارس ۲۰۲۵ از یوپلاس موبایل تی‌وی پخش شد.

## بازیگران

### اصلی
- لی هه ری در نقش یو جه یی[۱]
- جونگ سو بین در نقش وو سول گی[۱]
- کانگ هه وون در نقش جو یه ری[۱]
- اوه وو ری در نقش چوی کیونگ[۱]

### مکمل
- چوی یونگ جه[۲]

## تولید

### توسعه
این مجموعه به کارگردانی کیم ته هی و به نویسندگی کیم ته هی و مین یه جی است. این مجموعه توسط استودیو اکس‌پلاس‌یو برنامه‌ریزی شده و توسط وای‌لب پلکس و استودیو اکس‌پلاس‌یو تهیه‌کنندگی شده است. این مجموعه بر پایه وب‌تونی با همین نام به نویسندگی سونگ چه یون، به تصویرگری شیم جه یون و تهیه‌کنندگی وای‌لب است.

### بازیگران
در ۲۳ ژوئیه ۲۰۲۴، استودیو اکس‌پلاس‌یو اعلام کرد که لی هه ری، جونگ سو بین، کانگ هه وون و اوه وو ری با یکدیگر همکاری خواهند کرد تا داستان دختران دبیرستانی را روایت کنند. در ۲۴ ژوئیه، کمپانی اَندبات اعلام کرد که چوی یونگ جه در این مجموعه بازی می‌کند.